# Pinillos (Spanje)
Pinillos is een gemeente in de Spaanse provincie en regio La Rioja met een oppervlakte van 11,89 km². Pinillos telt 19 inwoners (1 januari 2016).

## Demografische ontwikkeling
Bron: INE, 1857-2011: volkstellingen